# آنتونیو پرادو
آنتونیو پرادو (به پرتغالی: Antônio Prado) یک منطقهٔ مسکونی در برزیل است که در ریو گرانده جنوبی واقع شده‌است. آنتونیو پرادو ۳۴۷٫۶۱۶ کیلومتر مربع مساحت و ۱۳٬۰۴۵ نفر جمعیت دارد و ۶۵۸ متر بالاتر از سطح دریا واقع شده‌است.